# Áruhitel
Az áruhitel, vagy áruvásárlási hitel olyan, tipikusan rövid, vagy középlejáratú lakossági fogyasztási hitelek összefoglaló neve, mely egy adott, nagyobb értékű (tipikusan 20 000 és 2 000 000 Ft között) termék megvásárlásának finanszírozását segíti. A hitel folyósítója valamely, a kereskedővel függő, vagy független ügynöki viszonyban lévő bank, ugyanakkor a hitellel kapcsolatos ügyintézés teljes egészében a vásárlás helyszínén, a kereskedőnél történik, az ügyfélnek nem kell magával a hitelező bankkal kapcsolatba lépnie.
Az áruhitel felvételekor a hitelező az adós pénzügyi lehetőségeit, fizetőképességét és egyéb vagyoni feltételeit megismerve nem köt ki biztosítékot és kezességet, ezért általában a hitel igénylésének feltétele a jövedelemigazolás benyújtása és az igénylő hitelmúltja lekérdezése a Központi Hitelinformációs Rendszerből (KHR).
A kölcsön célja az adós számára az adott vásárláshoz szükséges pénzösszeg biztosítása oly módon, hogy azt a kereskedő számára a bank a vásárlás időpontjában megfinanszírozza, majd az adós meghatározott időtartamon belül, általában rögzített kamatozással, egyenlő havi részletekben törleszti a bank felé. Áruhitel felvételekor a hitelező meghatározott önrész, saját erő kifizetését szabhatja feltételül. Az áruvásárlási hitelekre vonatkozó részletes feltételeket az egyes hitelintézetek üzletszabályzatukban és hirdetményükben teszik közzé, amelyeket minden esetben érdemes alaposan áttanulmányozni a szolgáltatás igénybevétele előtt.
Az áruhitel felvétele esetén a fizetendő kamatterheket Magyarországon a 2011. évi CXLVIII. törvény (a kölcsönök kamatai és a teljes hiteldíj mutató korlátozása, valamint az átlátható árazás biztosítása érdekében az egyes pénzügyi tárgyú törvények módosításáról) szabályozza.  Fő szabályként az áruhitel teljes hiteldíj mutatója (THM) nem haladhatja meg a hitelfelvételkor érvényes jegybanki alapkamat 39 százalékponttal növelt mértékét.

## Kamatmentes áruhitelek
Egyes kiskereskedők a hitelnyújtó bankkal együttműködve, akciós jelleggel nyújthatnak kamatmentes hitelt vagy „ingyenhitelt”, mely 0% THM kamatozással felhasználható teljes áruválasztékuk, vagy meghatározott termékek vásárlása esetén. Ebben az esetben a hitel költségeit az értékesítés elősegítése érdekében a kereskedő, vagy a kereskedő és a hitelnyújtó megosztva vállalja. A kamatmentesség minden esetben csak akkor érvényes, ha az adós a felvett hitelt a szerződésben meghatározott feltételekkel törleszti. Késedelem esetén a hitelező késedelmi kamatot vagy egyéb költségeket számíthat fel.

## Online áruhitelek
Az internetes kereskedelemben egyre gyakoribb, hogy a kereskedő online intézhető áruhitelt ajánl a vásárlás finanszírozására. Ebben az esetben az igénylés és az előzetes hitelbírálat teljes egészében az e célra kialakított internetes felületen zajlik. A hazai szabályozáshoz alkalmazkodva, amennyiben az adós még nem ügyfele a hitelező banknak, az köteles a hitelbírálati eljárás során az adóst személyesen is azonosítani. 

## Felelős hitelfelvétel
A hitelfelvétel előtt fontos, hogy a hitelt felvevő is felelősen mérlegelje pénzügyi teljesítőképességét, illetve törekedjen arra, hogy egy esetleges jövedelemkiesés esetén is legyen tartaléka. Egyes bankok lehetővé teszik hitelfelvételkor hitelfedezeti biztosítás megkötését, mellyel a Biztosító keresőképtelenség vagy munkanélküliség esetén átvállalja a törlesztőrészletek megfizetését, halál és rokkantság esetében pedig jellemzően a teljes tartozást a Biztosító rendezi. Magyarországon 2015-től került bevezetésre a jövedelemarányos törlesztőrészlet mutató (JTM), mely a túlzott eladósodás elleni védelemként az adós havi jövedelmének százalékában határozza meg a vállalható havi törlesztések maximális mértékét. 

## Magyarországi áruhitel-piac
Számos magyarországi bank nyújt áruhitel szolgáltatást. A piac domináns szereplője a francia BNP Paribas leányvállalata, a Magyar Cetelem Bank.